# Gunjo
Gunjo (群青 愛が沈んだ海の色 Cobalt Blue) è un film del 2009 diretto da Yosuke Nakagama.
La storia è tratta da un romanzo dello scrittore Miyaki Ayako e vede come attrice protagonista Masami Nagasawa (la quale recita la prima scena d'amore della sua carriera). Il film è stato distribuito dalla 20th Century Fox

## Trama
Tre amici d'infanzia, Ryoko, Kazuya e Daisuke, passano la loro intera giovinezza su un'isoletta di Okinawa. La madre di Ryoko, una pianista di fama mondiale, era da poco giunta dalla capitale per cercar di riprendersi da un grave male, quando s'innamorò di un pescatore di nome Ryuji, lo sposò e diede alla luce una bambina poco prima di morire.
I tre bambini crescono proprio come fossero fratelli ma, mano a mano che cominciano ad avvicinarsi all'età della maturità, ognuno di loro prova ad intraprendere il proprio personale percorso di vita: Kazuya diventa pescatore e scegliere di trascorrere l'esistenza nell'isola natale, mentre Daisuke si reca a Naha in una scuola d'arte, Ryoko infine diventa infermiera e ascia definitivamente l'isola e separandosi così dagli amici.
Quando però, nella primavera dei loro 18 anni, Kazuya canta una canzone d'amore dedicandola a Ryoko, accade un improvviso e traumatico cambiamento nel rapporto fra i tre.